# Кирх, Готфрид
Готфрид Кирх (нем. Gottfried Kirch [Kirche, Kirkius]; 18 декабря 1639, Губен, Нижняя Лужица, Священная Римская империя — 25 июля 1710, Берлин, Пруссия, Священная Римская империя) — немецкий астроном, член Прусского королевского научного общества.
Сфера научных интересов — звездная астрономия: Кирх изучал последовательно двойную звезду Мицар созвездия Большая Медведица, рассеянное звездное скопление Дикая Утка (M11), шаровое скопление M5 и переменную звезду в Лебеде.
Известен своими верноподданническими настроениями по отношению к правителям Пруссии. Предложил названия трёх созвездий: в 1684 году предложил назвать созвездие Мечи Курфюрста Саксонского, а через четыре года в журнале Acta Eruditorum предложил ещё два названия: Бранденбургский Скипетр и Держава Императора. Посвящены созвездия были: курфюрсту Саксонскому, королю Бранденбургскому и императору Леопольду I.
В 1935 году Международный астрономический союз присвоил имя Готфрида Кирха кратеру на видимой стороне Луны.